# Benedicta Boccoli
Benedicta Boccoli (ur. 26 lipca 1966 w Mediolanie) – włoska aktorka.

## Wybrana filmografia
- 2003: Gli angeli di Borsellino
- 2007: Valzer
- 2008: Dolce di latte
- 2016: Ciao Brother

### Krótki film
- 2020: La confessione[1][2]